# Robert for årets mandlige birolle – tv-serie
Robert for årets mandlige birolle - tv-serie er en pris, der uddeles af Danmarks Film Akademi ved den årlige Robertfest. Prisen er blevet uddelt siden 2013.

## Prisvindere

### 2010'erne
| År   | Skuespiller          | Serie            | Ref.  |
| ---- | -------------------- | ---------------- | ----- |
| 2013 | Olaf Johannessen     | Forbrydelsen III |       |
| 2014 | Christian Tafdrup    | Borgen III       |       |
| 2015 | Mikkel Boe Følsgaard | Arvingerne       | [ 1 ] |
| 2016 | Jesper Christensen   | Arvingerne II    |       |
| 2017 | Esben Smed           | Bedrag           |       |
| 2018 | Mikkel Boe Følsgaard | Arvingerne III   | [ 2 ] |
| 2019 | Lars Ranthe          | Kriger           |       |

### 2020'erne
| År   | Skuespiller     | Serie          | Kilde |
| ---- | --------------- | -------------- | ----- |
| 2020 | Jacob Lohmann   | Bedrag III     |       |
| 2021 | Peter Plaugborg | Ulven kommer   | [ 3 ] |
| 2022 | David Dencik    | Kastanjemanden |       |